# Ferlach
Ferlach (en slovène : Borovlje) est une ville autrichienne du district de Klagenfurt-Land en Carinthie. La municipalité connaît une longue tradition de l'armurerie artisanale inscrite sur la liste du patrimoine culturel immatériel de l'humanité en Autriche.

## Géographie

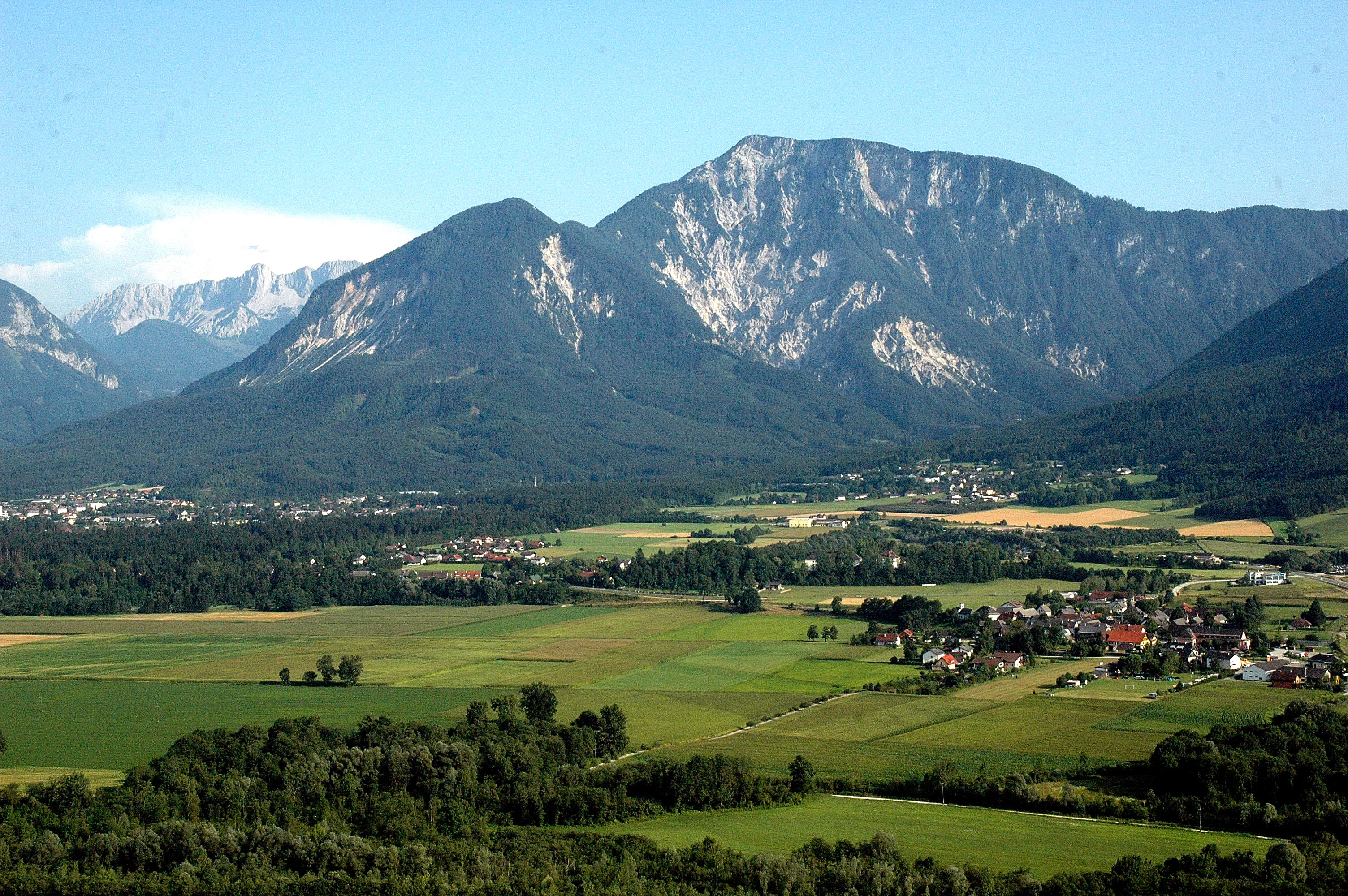
Vue sur la vallée de la Drave (Rosental) vers le Ferlacher Horn.

Le territoire communal se situe sur la rive sud de la Drave, à environ 10 kilomètres au sud de Klagenfurt, capitale du Land de Carinthie. Au côté sud, la crête montagneuse des Karavanke constitue la frontière avec la Slovénie. La montagne emblématique de la ville est le sommet du Ferlacher Horn, à 1 840 m d'altitude. 
La route du col de Loïbl reliant Klagenfurt et Tržič en Slovénie, une partie de la route européenne 652, traverse la commune.

## Liens externes

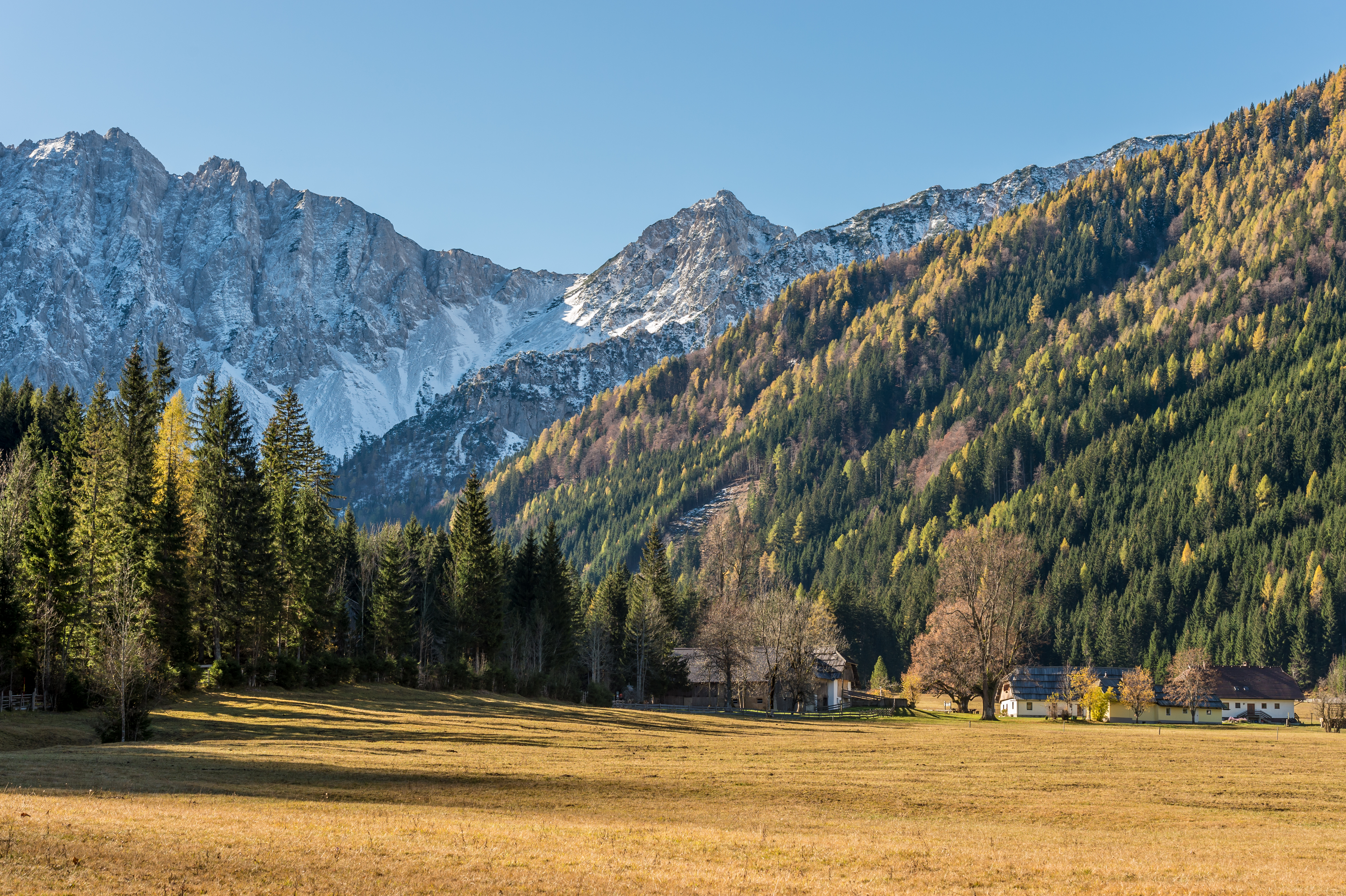
Paysage du Karavanke, proche de Ferlach. À l'arrière plan, le sommet du Vertatscha. Octobre 2017.

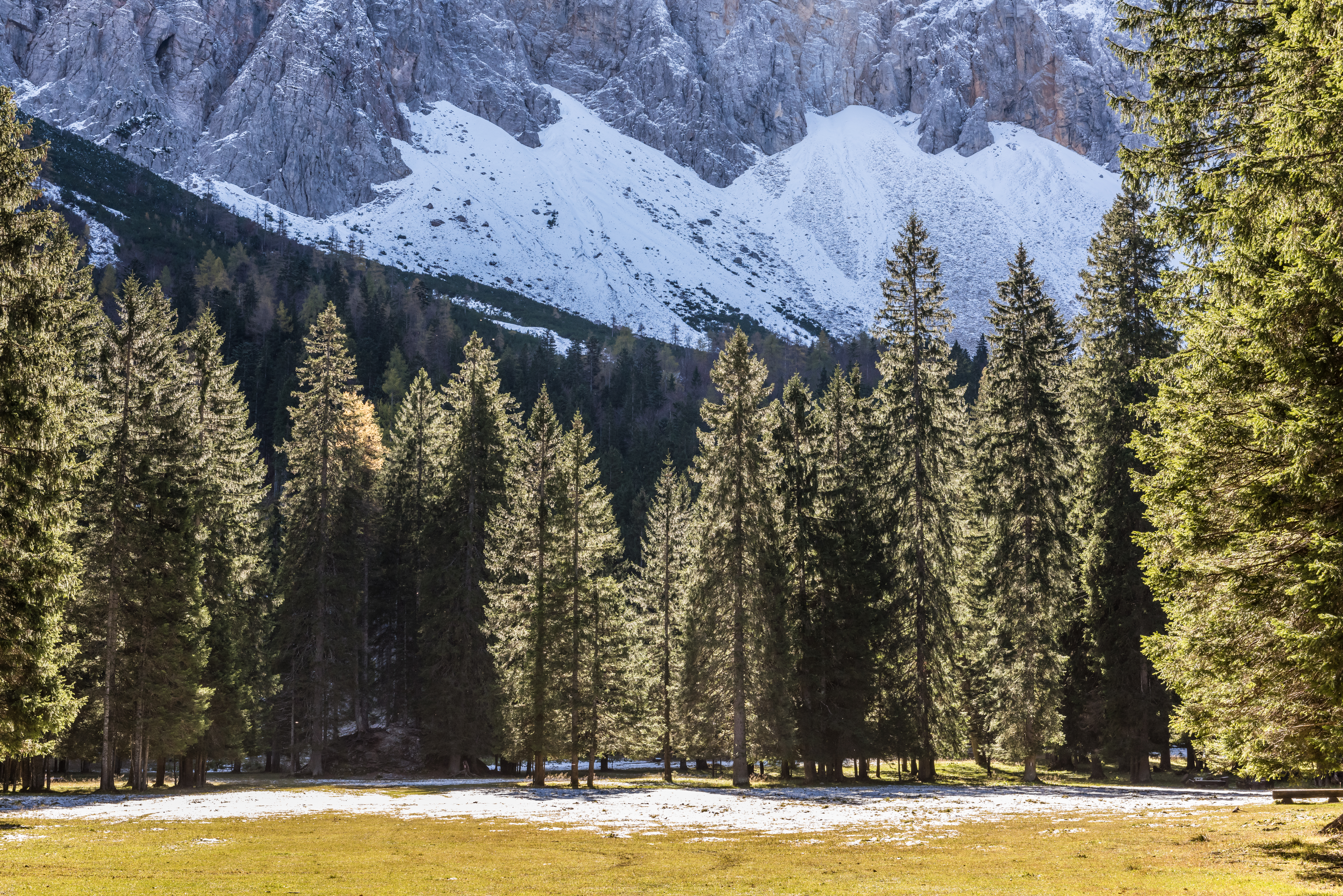
Märchenwiese (prairie de la romance), vallée de Bodental, municipalité de Ferlach. Octobre 2017.